# Расстояние Гарнака
Расстояние Гарнака — функция от двух комплексных чисел заданной области {\displaystyle D\subset \mathbb {C} _{\infty }}, наименьшее действительное число {\displaystyle \tau _{D}(z,w)}, такое что для каждой положительной гармонической функции {\displaystyle h} над {\displaystyle D} выполнены неравенства:
{\displaystyle \tau _{D}(z,w)^{-1}h(w)\leqslant h(z)\leqslant \tau _{D}(z,w)h(w)}.
Существование такой функции следует из неравенства Гарнака. Введено немецким математиком Акселем Гарнаком; широко используется в комплексном анализе в вопросах, связанных с гармоническими функциями, применяется для решения задачи Дирихле.
Несмотря на название, не является функцией расстояния в строгом смысле; при этом функция {\displaystyle \log \tau _{D}} является непрерывной псевдометрикой.
Принцип субординации: для мероморфного преобразования {\displaystyle f:D_{1}\to D_{2}} между областями {\displaystyle D_{1}} и {\displaystyle D_{2}} в {\displaystyle \mathbb {C} _{\infty }} и любых {\displaystyle z,w\in D_{1}} имеет место:
{\displaystyle \tau _{D_{2}}(f(z),f(w))\leqslant \tau _{D_{1}}(z,w)},
причём равенство достигается только если {\displaystyle f} является конформным отображением. В частности, из этого следует, что если {\displaystyle D_{1}\subset D_{2}}, то {\displaystyle \tau _{D_{2}}(z,w)\leqslant \tau _{D_{1}}(z,w)}.
Например, для открытого круга {\displaystyle \Delta =\Delta (w,\rho )} с центром в {\displaystyle w} и радиусом {\displaystyle \rho } и любого {\displaystyle z\in \Delta }:
{\displaystyle \tau _{\Delta }(z,w)={\frac {\rho +|z-w|}{\rho -|z-w|}}}.